# Megan Kleine
Megan Adelle Kleine (Dallas (Texas), 22 december 1974) is een Amerikaans zwemster.

## Biografie
Kleine won tijdens de Olympische Zomerspelen van 1992 de gouden medaille op de 4×100 meter wisselslag, in de series zwom Kleine de schoolslag.

## Internationale toernooien
| Jaar | Olympische Spelen                                                     | Pan-Pacifische kampioenschappen |
| ---- | --------------------------------------------------------------------- | ------------------------------- |
| 1992 | 12e 100m schoolslag · 4x100m wisselslag · Kleine zwom enkel de series |                                 |
| 1993 |                                                                       | 6e 100m schoolslag              |